# 芳香醇
芳香醇（或 aryl-alcohols）是指一类带羟基（-OH）的芳香族化合物，其中羟基不与苯环或其它芳香环上的碳原子直接相连（这一类称为酚），而是与侧链上的碳原子相连。

## 例子
- 苯甲醇，最简单的芳香醇
- 苯乙醇
- 色醇